# Кошари (Роздільнянський район)
Коша́ри (у минулому — Старі Кошари, Кашари, Альт-Кашари, Мангейм) — село в Україні, у Роздільнянській міській громаді Роздільнянського району Одеської області. Адміністративний центр однойменного старостинського округу. Населення становить 894 особи. Відстань до районного центру Роздільна автодорогою 19 км.
Повз Кошари проходить автошлях обласного значення О161930 (Роздільна - с. Понятівка - с. Кошари - с. Знам'янка).

## Історія
Старі Кошари — це село згідно з інформацією в журналі «Фольк ауф дем вен», засновано першими переселенцями — німцями в 1805-1809 роках. Жили перші переселенці в землянках. Їх будували в цих місцях через нестаток будівельних матеріалів. Розташовувалися вони поруч з ровом по схилу балочки — розгалуження великої балки, що вливається своєю чергою, у велику балку, котра тягнеться з північно-західної України до самого Чорного моря. 
У 1887 році на хуторі Старі Кошари Понятівської волості Тираспольського повіту Херсонської губернії мешкало 59 чоловіків та 61 жінка.
Станом на 20 серпня 1892 року при хуторі Кошари 2-го стану були польові землеволодіння (2058 десятин) Товариства мангеймських поселенців.
У 1896 році на хуторі Старі Кошари Понятівської волості Тираспольського повіту Херсонської губернії при балці Свина, було 32 двора, у яких мешкало 200 людей (95 чоловік і 105 жінок). На хуторі був винний погріб..
На 1 січня 1906 року на хуторі Старі Кошари (Кошари, Мангейм) Понятівської волості Тираспольського повіту Херсонської губернії, яке розташоване на вершині лівого відвершка балки Великої Свиної, були товариство німецьке й десятинники на їх землі; був сільський староста й писар; католицький молитовний будинок; суспільна школа; квартира для проїжджих чиновників; існували колодязі й 3 става; 42 двори, в яких мешкало 346 людей (163 чоловіків і 183 жінок). 
В 1916 році на хуторі Старі Кошари Понятівської волості Тираспольського повіту Херсонської губернії, мешкало 234 людини (110 чоловік і 124 жінки).
Станом на 28 серпня 1920 р. на хуторі Старі Кошари Понятівської волості Тираспольського повіту Одеської губернії, було 51 домогосподарство. Для 44 домогосподарів рідною мовою була німецька, 3 — єврейська, 2 — російська, 1 — польська, 1 — інші. На хуторі 299 людей наявного населення (145 чоловіків і 154 жінок). Родина домогосподаря: 128 чоловіків та 140 жінок (родичів: 6 і 12; наймані працівники й прислуга: 9 і 1; мешканці та інші: 2 та 1 відповідно). Тимчасово відсутні: солдати Червоної Армії — 14 чоловіків, на заробітках — 4 жінок..
На початку 1924 року хутір Старі Кошари відносився до Шевченківської сільради Тарасо-Шевченківського району Одеської округи Одеської губернії. Більшість населення хутора становили німці (296 осіб). Вони мали 56 господарств.
На 1 вересня 1946 року село входило до складу Понятовської сільської ради.
На 1 травня 1967 року у селі знаходився господарський центр радгоспу «Комуніст».
Виконавчий комітет Одеської обласної ради народних депутатів рішенням від 22 травня 1989 року вніс в адміністративно-територіальний устрій Роздільнянського району зміни утворивши Кошарську сільраду з центром в селі Кошари й сільській раді підпорядкував село Лозове Понятівської сільради.
У рамках декомунізації у селі була перейменована вулиця Леніна, нова назва – Степова. 
У результаті адміністративно-територіальної реформи село ввійшло до складу Роздільнянської міської територіальної громади та після місцевих виборів у жовтні 2020 року було підпорядковане Роздільнянській міській раді. До того село входило до складу ліквідованої Кошарської сільради.

## Населення
Згідно з переписом УРСР 1989 року чисельність наявного населення села становила 770 осіб, з яких 348 чоловіків та 422 жінки.
За переписом населення України 2001 року в селі мешкало 845 осіб.
2016 — 843
2017 — 878
2018 — 895
2019 — 894

### Мова
Розподіл населення за рідною мовою за даними перепису 2001 року:
| Мова       | Відсоток |
| ---------- | -------- |
| українська | 87,34 %  |
| російська  | 8,76 %   |
| молдовська | 3,31 %   |
| білоруська | 0,24 %   |
| інші       | 0,35 %   |

## Освіта
У селі знаходиться загальноосвітня школа І-III ступенів, розрахована на 220 дітей. У 2019 році у школі навчались 97 дітей.
Також є один дошкільний заклад на 25 дітей.

## Культура
У селі є сільський клуб та одна бібліотека.

## Соціально економічні проблеми
Основна нагальна проблема — поточний ремонт дороги Понятівка–Кошари та ремонт доріг по селу Кошари.

## Економіка, релігія
У селі є Українська Православна церква Московського патріархату — Успіння Пресвятої Богородиці, фельдшерсько-акушерський пункт, три продовольчих магазини. Село Кошари повністю газифіковане з 1997 року.
Земля розпайована, населення має 496 земельних ділянок (паїв). На даний час на території сільської ради є господарства, які займаються виробництвом зернових культур: товариств з обмеженою відповідальністю – 5, фермерських господарств – 5, сільськогосподарський виробничий кооператив – 1, фізична особа підприємець – 2 та товаровиробники.
Мешканці села працюють в містах – Одеса, Роздільна та в інших регіонах, а деякі в місцевих господарствах.